# West Bay (Western Australia)
West Bay ist eine Bucht im an der Westküste von Cockatoo Island des australischen Bundesstaates Western Australia.
West Bay ist 380 Meter breit und 180 Meter tief. Die Küstenlänge beträgt 620 Meter. Im Osten liegt die Bucht Back Bay. Vor der Bucht liegt die Felseninsel Black Rock.